# Гусаров, Николай Иванович
Никола́й Ива́нович Гуса́ров (3 [16] августа 1905, Николаевск — 17 марта 1985, Москва) — советский партийный деятель.
Член компартии с 1925 года, кандидат в члены ЦК ВКП(б) (1939—1952). Депутат ВС СССР I—IV созывов, член Президиума ВС СССР (1946—1950).

## Биография
Родился в семье русского ремесленника-жестянщика. С мая 1919 года — мальчик в магазинах, батрак по найму у купцов и кулаков. С октября 1919 года — рассыльный Николаевского уездного исполкома. С сентября 1920 года агент уголовного розыска. С февраля 1921 года — боец и делопроизводитель полевого штаба кавалерийского отряда Николаевской уездной милиции по борьбе с бандитизмом. С ноября 1921 года управляющий делами Исполнительного комитета Николаевского уездного Совета Царицынской губернии. В 1921 году вступил в комсомол. С июня 1922 года заведующий Организационным отделом Николаевского уездного комитета РКСМ. С января 1923 года ответственный секретарь, заместитель редактора газеты «Красный пахарь». С июня 1923 года информатор Николаевского уездного комитета РКП(б). С июня 1924 года заведующий Организационным отделом Николаевского уездного комитета РЛКСМ. С августа 1925 года ответственный инструктор Сталинградского губернского комитета ВЛКСМ. С ноября 1926 года ответственный секретарь Урюпинского окружного комитета ВЛКСМ Хопёрской области Сталинградской губернии. С ноября 1927 по февраль 1929 года служил пограничных войска ОГПУ командиром отделения 44-го погранотряда в г. Ленкорань Азербайджанской ССР на Персидской границе. С февраля 1929 года ответственный секретарь, заместитель редактора газеты «Красный Хопёр». С февраля 1930 года председатель ЦК ВЛКСМ, а также руководитель группы подготовки колхозных кадров при Колхозцентре СССР. В 1930—1931 годах был слушателем Курсов по подготовке в ВУЗ при Московском автотракторном институте. С сентября 1931 года по сентябрь 1933 года студент Московского авиационного института. С сентября 1933 года заместитель начальника, а затем исполняющий обязанности начальника политического отдела молмясосовхоза «Чалобай» в Жарминском районе Восточно-Казахстанской области. С марта 1935 года начальник политического отдела Черно-Иртышского молмясосовхоза в Зайсанском районе Восточно-Казахстанской области. С марта 1936 года вновь студент Московского авиационного института. С сентября 1937 года секретарь комитета ВКП(б) Московского авиационного института. С марта 1938 года ответственный организатор Отдела руководящих партийных органов ЦК ВКП(б). С апреля 1938 года исполняющий обязанности, а с июня 1938 года 2-й секретарь Свердловского городского комитета ВКП(б). С июля 1938 года 3-й секретарь Свердловского горкома ВКП(б). С августа 1938 года вновь 2-й секретарь Свердловского горкома ВКП(б). С 3 октября 1938 года — председатель Организационного бюро Верховного Совета РСФСР и ЦК ВКП(б) по Пермской области. С 4 марта 1939 года 1-й секретарь Молотовского (Пермского) обкома и горкома (с марта 1940 г.) партии.
В начале Великой Отечественной войны Н. И. Гусаров в числе других секретарей обкомов и ЦК компартий союзных республик был приглашён в ЦК ВКП(б), где получил конкретные задания для Молотовской области на период войны. эти задания предусматривали резкое увеличение производства промышленной продукции, особенно военной, продуктов сельского хозяйства и подготовку для фронта необходимых боевых резервов. За время командировки в Москву Н. И. Гусаров побывал во фронтовой полосе и лично ознакомился со сложной боевой обстановкой. Подготовка для фронта людских резервов стала предметом его особой заботы. И сам он, при всей занятости, умел находить время для изучения винтовки, пистолета и другого оружия. Он присутствовал на учениях, на проводах уральцев на фронт, выступал перед ними с лекциями и докладами. Постановлением Военного совета Уральского военного округа от 6 октября 1941 года отмечены заслуги Н. И. Гусарова в успешном формировании 379-й стрелковой дивизии, особенно в обеспечении её имуществом и походным снаряжением. Заслуги Н. И. Гусарова перед партией и народом были высоко оценены: за годы войны он был награждён тремя орденами Ленина и орденом Трудового Красного Знамени. После войны ему был вручён ещё один орден Ленина, а в 1965 году в связи с 60-летием со дня рождения, — орден «Знак Почёта».
С апреля 1946 года инспектор Управления по проверке партийных органов ЦК ВКП(б). С 7 марта 1947 года 1-й секретарь ЦК Компартии Беларуси. Снят с поста за то что «…игнорировал коллегиальность руководства, самолично изменял решения Бюро ЦК, неправильно относился к критике недостатков, не работал с партийным активом, не информировал правдиво ЦК ВКП(б) о состоянии дел в республике». В наказание за это сын Гусарова Владимир был помещён в Казанскую тюремную психбольницу. С июня 1950 года инспектор ЦК ВКП(б). С мая 1953 года заведующий Сектором Отдела партийных, профсоюзных и комсомольских органов ЦК КПСС. С 26 ноября 1953 года 1-й секретарь Тульского областного комитета КПСС. С ноября 1955 года заместитель министра местной промышленности РСФСР.
С ноября 1957 года работал в аппарате Совета Министров РСФСР — старший референт Управления делами Совета Министров РСФСР, с июня 1958 года — старший инструктор Отдела советских органов, с февраля 1965 года — заведующий Территориальной группой Урала и Западной Сибири Отдела советских органов, с ноября 1965 года заместитель заведующего Организационно-инструкторским отделом, с июля 1971 года — советник при Совете Министров РСФСР.
С мая 1984 года был на пенсии. Похоронен в Москве на Донском кладбище.
Его сын Владимир Николаевич Гусаров (1925—1995) — актёр, писатель, правозащитник-диссидент, автор книги «Мой папа убил Михоэлса».

## Награды
- 4 ордена Ленина (11.1942, 2.1944, 3.1945, 12.1948);
- орден Трудового Красного Знамени (7.1943);
- два ордена «Знак Почёта» (1965, 1971).[4]